# Cléromancie
La cléromancie (klêromanteia, mantikê dia klêrôn, sortes, sortilegium) est l'art de dire l'avenir par tirage au sort. C'est un art divinatoire qui emploie comme agent révélateur un mouvement provoqué par l'homme et dirigé par le hasard, celui-ci étant considéré comme l'expression immédiate de la volonté divine .
La cléromancie est par conséquent une divination. En ce qui concerne le terme de « divination », il apparaît à Rome avec Cicéron pour qui c’est une croyance ancienne remontant aux temps héroïques. La divination est appelée par les Grecs « mantikê » traduit par « mantique », une faculté de connaître l'avenir à l'avance, d'où le nom mantis donné à toute personne qui dit l'avenir. Le nom provient de la racine mainomai, utilisée lorsqu'une personne est prise de délire. On peut aussi considérer que cette personne est mise hors de soi par la divinité (ἐνθουσιασμός, sens premier du mot enthousiasme). Par ailleurs, le signe divinatoire pouvait être appelé σημείων, car son interprétation exigeait de la part du devin des connaissances et des techniques.

## La divination cléromantique

### La place de la cléromancie dans la divination

#### La cléromancie comme divination inductive
Il existe une mantique intuitive et une mantique inductive.
La première essaie de percevoir la volonté divine par le biais de certains phénomènes qui sont traduits par des devins. A contrario, la mantique inductive perçoit de manière directe le savoir et la volonté des puissances supérieures, car elle est fondée sur l'interprétation raisonnée des signes extérieurs traduisant la pensée divine.
Bouché Leclercq nous apprend qu'en Grèce, il existe une méthode inspirée et une autre qui fonctionne par les signes extérieurs. Cependant, l'interprétation des présages et des prodiges eut moins d'importance que la divination oraculaire dans le monde hellénistique, même si à Delphes la cléromancie était utilisée parallèlement à l'inspiration prophétique.
En outre, les phénomènes divinatoires, en Grèce, étaient intimement liés à la vie quotidienne puisque leurs interprétations se trouvaient livrées à l'initiative individuelle. Cependant seuls les devins possédaient des connaissances supérieures car ils avaient soit suivi un enseignement, ou bien acquis ces connaissances à travers des expériences, ainsi la discipline étrusque de l'examen des entrailles nommé haruspices. Ailleurs, comme en Mésopotamie, la divination apparaît comme une véritable science.

#### La divination par «les sorts», une pratique répandue dans l'Antiquité[4]
Cette méthode équivaut à un mode de divination expérimentale qui emploie comme agent révélateur un mouvement provoqué par l'homme et dirigé par le hasard. Le résultat obtenu est estimé être l'expression immédiate de la volonté divine. De plus, dans la divination par les sorts, la parole est écrite ou le hasard l’écrit avec des lettres mises à sa disposition. Dans la mythologie, le sort était mis sous la dépendance d'Hermès, (dieu de la parole), qui prit le caractère de dieu du hasard ou de la fatalité. Les sorts sont spécifiques dans la mesure où des signes sont obtenus après une demande (impetrita). Ainsi, les sorts sont différents des omina qui sont des signes qui s’offrent d’eux-mêmes et qui touchent de près aux prodiges.
Cette méthode simple et rapide est inattaquable car elle laisse à la Providence le libre choix entre un certain nombre de signes convenus. Par exemple, lorsque les héros achéens, provoqués par Hector, tirent au sort le nom de celui d'entre eux qui doit croiser le fer avec le Troyen, ils croient s'en remettre à la volonté de Zeus. De ce fait, la cléromancie consiste à utiliser le tirage au sort dans un but divinatoire. Par ailleurs, les sorts sont attachés à des objets palpables qui sont consultés suivant un rite défini et avec une cérémonie dans un lieu donné.
En réalité tous les sorts ne servent pas à la divination. En effet le sort peut aussi bien servir à d'autres fins notamment le partage ou le choix de représentant. Ainsi, certaines démocraties faisaient désigner par le sort, considéré comme la volonté divine, leurs principaux magistrats. Ainsi elles évitaient les objections élevées contre la compétence électorale et elles tenaient en bride les convoitises ambitieuses.
À Rome, on constate la présence du tirage des tablettes prophétiques appelées sortes qui avait lieu à Préneste dans le temple de la déesse Fortuna. Plus tard, sous la demande des haruspices, ces sorts furent déposés dans un coffret en olivier où, sur l'inspiration de la Fortune, ils étaient mélangées et tirés au sort par la main d'un enfant. Cependant dès le IIe siècle av. J.-C., cet oracle n'intéressait plus que les gens du peuple.

### La cléromancie en elle-même

#### Les origines
La cléromancie avait commencé en Grèce, où elle était placée sous le patronage de la Tyché et de Fortuna à Rome (déesse de la chance), ces déesses qui n'en forment qu'une représentent le Hasard divinisé. Chaque cité avait sa Tyché que l'on représentait couronnée de tours, à la façon des divinités poliades. Fortuna s'identifiait avec la Tyché grecque. On la représente avec la corne d'abondance, ou un gouvernail car c'est elle qui « pilote » la vie des hommes. On attribue l'introduction de son culte à Rome à Servius Tullius. Peu à peu, sous l'influence hellénique, elle s'assimila à d'autres divinités comme Isis.
Malgré tout la science divinatoire est réservée à Zeus. Par ailleurs certains noms d'objets de divination renvoyaient à des légendes. Tel les thries qui sont des galets ou des cailloux servant à la divination ou aux prédictions. Selon la légende, les Thries étaient trois sœurs vierges. Apollon raconta à Hermès qu'elles demeuraient au fond du vallon du Parnasse et qu'elles lui ont enseigné la science divinatoire. Ces femmes se nourrissaient de miel et une fois rassasiées elles entraient dans un état second et elles consentaient à dire la vérité.
En outre, la méthode cléromantique a donné naissance aux expressions les plus généralement employées dans l'art divinatoire. L'importance de la méthode est attestée par les expressions restées dans les langues grecques et latines. Ainsi le verbe chraô a eu le sens d'entailler des baguettes ou des osselets avant de signifier « prophétiser ». De plus; Cicéron a dit que la Pythie « tirait » ses réponses comme on tire aujourd'hui les cartes car elle utilisait une méthode cléromantique avant de se référer à des tablettes contenant des réponses déjà préparées. Ainsi par exemple, à Boura, en Achaïe, où Héraclès donnait ses consultations par astragalomancie et où un tableau contenait les réponses correspondants aux points réalisés par le lancer.

#### Déroulement d'une scène cléromantique
Tout d'abord, les instruments de la cléromancie ne sont pas dotés d'une vertu magique attachée à leur forme ou à leur substance. Car en réalité, ils représentent une convention formulée à l'avance. Ces objets pouvaient être des cailloux de formes ou de couleurs diverses, des fèves noires et blanches, des baguettes marquées d'entailles, des flèches, des osselets (astragalomanteia) ou des dés. Il faut différencier la cléromancie et l'astragalomancie qui est considérée comme la méthode primaire des divinations par les dés. En effet l'astragalomancie utilisait des osselets où chaque face correspondait à un signe. L'astragalomancie renvoie de nos jours aux astragales qui correspondent aux os du tarse.
Une personne qui voulait consulter un oracle devait se rendre dans un lieu précis où elle devait prier. Ensuite, pour répondre à la question du consultant, ces divers objets pouvaient être maniés suivant des rites variés, jetés sur le sol consacré, agités dans une urne, posés sur une coupe débordante, lancés dans une source ou un bassin hydromantique cela dans le but d'obtenir des dieux (particulièrement Hermès) une réponse.

## Diffusion de la cléromancie

### En Grèce
Les Grecs pensaient que le mouvement provoqué par l’homme et dirigé par le hasard (klêros) était révélateur et exprimait concrètement la volonté divine.
Ceux-ci ont surtout pratiqué la rhapsodomancie ou divination par phrases détachées, rencontrées au hasard des livres inspirés. Elle consiste à combiner les avertissements écrits avec le jeu des dés ou des osselets. Il suffisait de dresser un tableau où des réponses disposées à l’avance seraient choisies, pour chaque cas, par le sort. Ce qui illustre cela sont les inscriptions dites d’« Attalie » en Pamphylie car elles reproduisent ce modèle : c’est une table cléromantique mutilée qui contient dix prophéties, chacune des trois hexamètres, et elles portent en tête le nom d’un dieu. Elles ont un chiffre composé en cinq chiffres partiels. Cette espèce d’oracle était consulté avec cinq astragales a quatre faces, qui étaient jetés simultanément. La combinaison des points amenés indiquait la sentence prophétique applicable à un cas donné. La table devait contenir autant de sentences que de coups possibles.
Chez les Grecs, la prédiction était liée à Hermès et Athéna ou encore au héros Héraclès. Il y avait donc différents oracles : oracles divins d’Héraclès, comme l’oracle principal d'Hyettos, ville de Béotie, ou encore l’oracle de Bouras en Achaïe, qui a un tout autre caractère : la cléromancie sous sa forme la plus simple était utilisée dans la grotte Bouraïque, où se trouvait une statue d’Héraclès ; cette représentation était placée devant une table, probablement divisée en compartiments, avec des os longs nommés « astragales ». Le consultant, après avoir fait sa prière, prenait quatre dés et les jetait sur la table. La signification des coups était inscrite sur un tableau où l’on pouvait lire soi-même la réponse du dieu.
Le seul oracle cléromantique d'Hermès est celui de Pharse, cité d'Achaie. Il fonctionnait par une méthode dérivée de la cléromancie, avec un simple tirage au sort : cette méthode cléromantique assez sommaire. Cela répond mal à l’idée qu’on se faisait d’Hermès lorsqu’on voulait voir en lui le dieu de la parole et l’artisan de la persuasion. Aussi les oracles placés sous l’invocation du dieu fonctionnaient en appliquant le hasard à la parole humaine. On pouvait appeler cela le clédonisme.
Les sorts italiques, contrairement aux sorts grecs, n’avaient pas à lutter contre les concurrences d’autres institutions indigènes. En effet seuls les oracles de la péninsule pouvaient dire l’avenir.

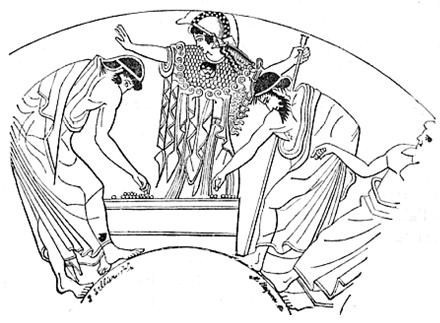
Sur cette coupe de Douris, on peut voir des guerriers recourir en présence d'Athéna Skiras à une sorte de consultation cléromantique.

### En Italie

#### La divination à Rome
À Rome la religion d’État faisait une distinction fondamentale entre les sacra publica « cultes publics », et les sacra privata « cultes privés ». Ces derniers étaient pratiqués de manière diffuse, mais ils étaient tout de même contrôlés par l’appareil de la religion d’État.
Si les pontifes ont la charge du culte (sacra), les augures ont celle des auspices. Augure vient du mot augere qui signifie augmenter ou exprimer « une majoration de force ». Ces augures étudiaient les signes laissés par les auspices, ceux-ci consistant souvent à observer les oiseaux.
Dans le panthéon romain le dieu Mercure était le patron des joueurs de dés. On l’utilisait pour prévoir le futur. Mais les Romains utilisèrent surtout la déesse romaine Fortuna. Sa vénération se faisait au bord du Tibre.
Il y eut deux grands cultes de la fortune en Italie. Celui de Préneste (dans le Latium intérieur) et celui de Antium au sud de Rome. Ainsi qu’une fête qui se déroulait le 24 juin de chaque année.

#### Fortuna, la déesse des prémonitions
Fortuna était donc la gardienne des « sorts ». Selon Cicéron, on ne pouvait y toucher, que « sur son invitation » : les consultants devaient d’abord obtenir l’assentiment de la déesse. Il y avait une idée d’épreuves préliminaires pour obtenir une réponse. Cela se retrouve dans les rites des oracles grecs. Ces épreuves pouvaient consister en un sacrifice. Les sorts employés dans les oracles italiques paraissent avoir consisté en lettres détachées susceptibles de former des mots. La déesse faisait des consultations publiques une fois dans l’année, et cela au mois d’avril. Seules des consultations exceptionnelles pouvaient être accueillies en dehors de cette période.
La fontaine « de Géryon », dite aussi « Aponine » apparut aussi comme un oracle cléromantique. Cette fontaine située près de Patavium fut fondée par le Troyen Antênor. Selon la légende Hercule y aurait séjourné. Pour cette raison les habitants de la cité, les Padouans, pensaient que l’eau de la fontaine avait des vertus médicinales. Comme l’eau était considérée comme un instrument, ou un véhicule de la divination, ils installèrent un oracle. La cléromancie y était alors pratiquée sous la protection de Jupiter « Aponus ». Cet oracle eut une importante notoriété au temps d’Auguste (Ier siècle). Selon Suétone, il y avait des « jets de dés en or dans la fontaine ». Cela résultait donc de consultations hydromantiques, variété de la divination par les sorts.

### La question cléromantique

#### La problématique de son existence
La place de la divination et donc de la cléromancie, surtout à Rome, est souvent remise en question. Que cela soit aujourd’hui ou durant les siècles passés. Tout d’abord le terme de divinatio est apparu avec Cicéron, ce qui est relativement récent. Ce qui montre aussi l’ambiguïté de la cléromancie est le fait que dès le Ier siècle av. J.-C. il y eut un débat entre les membres du collège des augures publics, sur la finalité de leur art. Notamment entre App. Claudius Pulcher et C. Claudius Marcellus, deux augures. Était-ce un simple décryptage des signes envoyés par le dieu Jupiter, ou une lecture de l’avenir?
Aujourd’hui aussi des spécialistes ne croient toujours pas à l’existence en Italie d’une pratique cléromantique dans l’appareil de l’État. Mais alors à quoi correspondaient les tablettes de bois utilisé par les prêtres de l’oracle de Préneste? Certes il y eut un certain essor de la cléromancie durant le Ier siècle av. J.-C. (règne d’Auguste), mais était-ce dû à une volonté de voir l’avenir ou à des superstitions?

#### Des définitions contradictoires

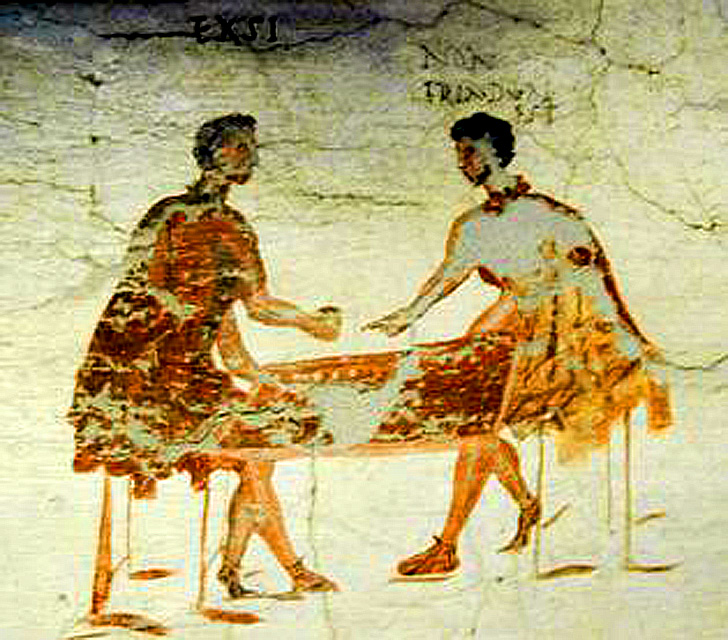
Clients jouant aux dés. Fresque de Pompéi.

Si l’existence de la cléromancie est contrastée, cela est aussi dû au fait qu’il n’y a pas de définition définitive de cette divination. Cicéron interprétait la cléromancie en soulignant le rapport entre ce type de divination et les jeux de hasard, il donnait donc un jugement négatif des sortes. Au contraire Thomas d’Aquin, (1225-1274), soulignait le rapport entre la cléromancie et le tirage au sort divisoria (le fait de tirer au sort pour attribuer quelque chose à quelqu’un). Il insistait sur la dimension du dividium iudicium, en donnant un jugement positif sur les sortes.
Enfin une représentation diachronique a été introduite par l’anthropologue écossais Edward B. Tylor. La diachronie correspond aux caractères des phénomènes linguistiques considérés du point de vue de leur évolution dans le temps. Cette notion est opposée au terme synchronie, c’est-à-dire un état de langue à un moment donné, indépendamment de son évolution. Edward B. Tylor pense donc, tout comme Cicéron, qu’il y a un rapport entre la cléromancie et les jeux de hasard. Mais lui propose une interprétation évolutionniste du jeu de hasard et de la sors disoria, les voyant comme survivances désacralisée de la cléromancie, en tant que recours aux jugement des dieux.

#### Ouvrages généraux
- (fr) Yves Lehmann, Dominique Briquel, Gérard Freyburger, Mireille Hadas-Lebel, Vinciane Pirenne-Delforge, Charles-Marie Ternes, Religions de l’Antiquité, Presses universitaires de France, Paris, 1999.
- (fr) Jacqueline Champeaux, La religion romaine, Livre de Poche, Paris, 1998.
- (fr) Jean Bayet, Histoire politique et psychologique de la religion romaine, Payot, Paris, 1969.

#### Ouvrages spécifiques
- (fr) Bouché-Leclercq, Histoire de la divination dans l’Antiquité, éd. Culture et civilisation, tomes I à IV, 1963, Bruxelles.
- (fr) Raymond Bloch, La divination dans l’Antiquité, Presses universitaires de France, 1984, Paris.
- (it) Federica Cordana, Cristiano Grottanelli, Sorteggio Publico cleptomanie dall’ Antichità all età Modrena, Università degli studi di Milano dipartimento di Scienze dell’ Antichità, 26-27 janvier 2001, Milan.
- (fr) Remo Guidieri, J.P Vernant, L. Vandermeersh, J. Gernet, J. Bottéro, R. Crahay, L. Brisson, J. Carlier, D. Grodzunski, A. Retel-Laurentin, Divination et rationalité, Édition du Seuil, 1974, Paris.